# منتخب آيسلندا لكرة قدم الصالات
منتخب آيسلندا لكرة قدم الصالات هو ممثل آيسلندا الرسمي في المنافسات الدولية في كرة الصالات
.